# سیروز الکلی
سیروز الکلی که به سیروز لنک معروف است شایع‌ترین سیروز در آمریکا و قسمت‌های وسیعی از اروپا می‌باشد. سیروز الکلی فقط یکی از پیامدهای متعدد مصرف درازمدت الکل است و اغلب با سایر اشکال آسیب کبدی ناشی از الکل همراه می‌باشد. سه ضایعه اصلی کبدی ناشی از مصرف الکل عبارتند از:
1. کبد چرب الکلی
2. هپاتیت الکلی
3. سیروز الکلی.

این طبقه‌بندی ندرتاًٌ به تنهایی وجود دارند و خصوصیاتی از هر کدام ممکن است به درجات مختلف در یک بیمار وجود داشته باشد.

## بیماریزایی
مقدار و مدت نوشیدن که برای ایجاد سیروز لازم می‌باشد معلوم نیست. بیماران الکلی مبتلا به سیروز سابقه مصرف روزانه حداقل یک پینت ویسکی، چندین کوارت، شراب یا در همین حدود آبجو را برای حداقل ۱۰ سال دارند. کبد چرب در بیشتر افراد که الکل زیاد مصرف می‌کنند دیده می‌شود اما با قطع مصرف الکل قابل برگشت است و به نظر نمی‌رسد که پیشساز حتمی هپاتیت الکلی یا سیروز باشد و از سویی به نظرمی رسد که هپاتیت الکلی یک ضایعه التهابی باشد.

## آسیب‌شناسی
پیش‌درآمد مهم سیروز می‌تواند ارتشاح گویچه‌های سفید در کبد و هیالن الکلی باشد. از آنجایی که بهبود با فیبروز همراه‌است ساختار طبیعی لوبول کبد را دگرگون می‌کند. در واقع رسوب کلاژن در فضای اطراف ونول‌ها ممکن است اولین تظاهر روندی باشد که سرانجام به سیرز منجر شود. با ادامه مصرف الکل وتخریب سلول‌های کبدی فیبروپلاستها در محل آسیب می‌بینند و ساخت کلاژن را تحریک می‌کنند. تیغه‌های پره‌مانند بافت همبند در اطراف پورت و اطراف نواحی مرکزی ظاهر می‌شوند و در نهایت باعث اتصال تریاد پورت و وریدهای مرکزی می‌شوند. این شبکه بافت همبندی ظریف توده‌های کوچکی از سلول‌های کبدی باقی‌مانده را که بازسازی می‌شوند و ندول‌های کبدی را تشکیل می‌دهند. احاطه می‌کنند. اگرچه بازسازی در پارانشیم کم باقی‌مانده انجام می‌شود به‌طور کلی از دست رفتن سلول‌های کبدی بر روند بازسازی پیشی می‌گیرد. با تداوم مرگ سلول‌های کبدی و رسوب کلاژن، کبد چروکیده می‌شود. یک نمای گره‌وار پیدا می‌کند و در مرحله نهایی سیروز سخت می‌شود. هر چند سیروز الکلی معمولاًٌ یک بیماری پیشرونده‌است، درمان مناسب و اجتناب کامل از مصرف الکل ممکن است روند بیماری را در اکثر مراحل متوقف کند و کارکرد کبد را بهبود بخشد.

## علائم سیروز
اغلب بیماران سیروتیک در شروع بیماری علائم مختصری دارند. دو مشکل عمده‌ای که در نهایت باعث ایجاد علائم در این‌ها می‌شود، از دست رفتن تدریجی عملکرد سلول کبدی به‌دلیل فرسودگی کبد و فیبروز (لیفی شدن) آن می‌باشد. بیماران ممکن است حالاتی مانند خستگی، ضعف، ناتوانی، بی‌اشتهایی، تهوع یا کاهش وزن داشته باشند. با کاهش تدریجی عملکرد کبد، پروتئین کمتری در این عضو ساخته می‌شود وعلائم بیشتری بروز می‌کند. مثلاً کاهش ساختن آلبومین که یک پروتئین مهم خون است موجب تجمع آب در پاها و زیر پوست (ادم) می‌شود یا اینکه آب در شکم تجمع می‌یابد (آسیت). همچنین کاهش پروتئین‌های انعقاد خون ایجاد کبودی در پوست بدن و خون‌ریزی از سوراخ‌ها و مخاطهای بدن را افزایش می‌دهد. •در مراحل نهایی پوست ممکن است زرد شود که این دلیل رنگدانه‌های زرد صفراوی است و در بعضی افراد خارش پوست دلیل رسوب املاح صفراوی در زیر جلد است. شیوع بیشتر سنگ کیسه صفرا در این افراد به‌دلیل عدم وجود صفرای کافی در کیسه صفرا می‌باشد. •کبد این افراد توانائی خنثی‌سازی سموم موجود در خون را ندارد. این سموم باعث کاهش عملکرد ذهن و تغییرات شخصیتی و حتی خواب آلودگی و کما می‌شوند. ممکن است اولین علامت تجمع این سموم در مغز، بی‌توجهی به ظاهر شخصی خود، فراموشی، عدم تمرکز حواس و تغییر در عادت زمان خواب باشد (شب بی خوابی و چرت زدن روزانه) به‌طور معمول داروها توسط کبد از خون پاک می‌گردند، در بیماران سیروتیک روند پاکسازی بدن از داروها به کندی صورت می‌گیرد لذا تأثیر داروها در بدن مدت بیشتری می‌ماند و بیماران سیروتیک به عوارض جانبی داروها حساستر می‌باشند. •از مشکلات دیگر بیماران سیروتیک افزایش فشار خون عروقی است که در کبد جریان دارند. به‌طور طبیعی خون از روده‌ها و طحال از طریق وریدباب وارد کبد می‌شود. ولی در این بیماران این جریان خون کند می‌شود و باعث بالا رفتن فشار در وریدباب می‌گردد این مسئله باعث توقف جریان طبیعی خون گردیده و باعث بزرگ شدن طحال شده از طرفی خون از عروق فرعی اطراف کبد سعی دارد به گردش خون وریدی سیستمیک فرارکند که این امر باعث می‌شود در بعضی از نواحی بدن واریس‌های متورم ایجاد شود از جمله ایجاد واریس مری و معده و ایجاد واریس مقعدی و واریس اطراف ناف. • شیوع هموروئید در بیماران سیروتیک ربطی به بالا رفتن فشار وریدباب ندارد. واریس مری و معده گاه خطرساز شده و منجر به خون‌ریزی می‌گردند در این صورت بیمار در معرض خطر جدی قرار گرفته و پزشک باید فوراً خون‌ریزی را بصورتی بند آورد.